# Eiji Kitamura
Eiji Kitamura (北村 英治), né le 8 avril 1929, est un clarinettiste japonais de jazz.

## Biographie
Né à Tokyo, Kitamura se consacre à la clarinette alors qu'il est encore étudiant à l'Université Keiō à Tokyo et fait ses débuts à l'âge de 22 ans. Il se fait connaître aux États-Unis lors de la jam session du 20e anniversaire du Monterey Jazz Festival en 1977. Son succès au Japon s'est construit auparavant grâce à son émission de télévision régulière. Il préfère interpréter le jazz traditionnel plutôt que le modern jazz.

## Discographie partielle
- 1978 - Swing Sessions (RCA - Direct-to-Disc LP, RDCE-10)
- 1981 - Swing Eiji (Concord Jazz - LP, CJ152)
- 1983 - Seven Stars (Concord Jazz - LP, CJ217)
- 1987 - Memories of Benny Goodman

## Source de la traduction
- (en) Cet article est partiellement ou en totalité issu de l’article de Wikipédia en anglais intitulé « Eiji Kitamura » (voir la liste des auteurs).
- Notices d'autorité :   - VIAF
  - ISNI
  - BnF (données)
  - LCCN
  - GND
  - Japon
  - CiNii
  - Pays-Bas
  - Tchéquie
  - WorldCat